# مصقلة ورق

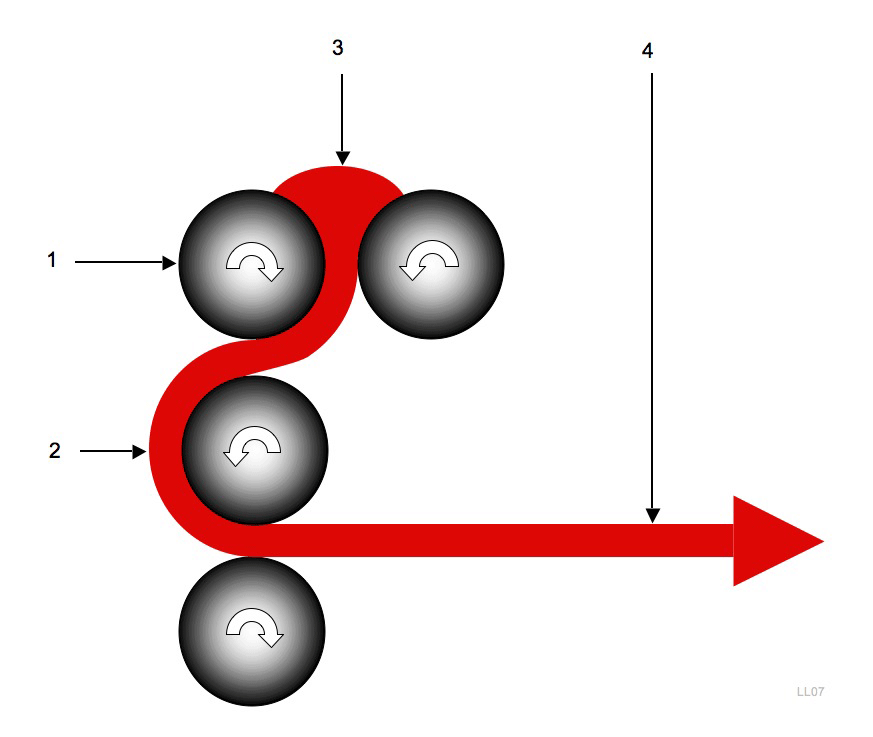
عملية الصقل

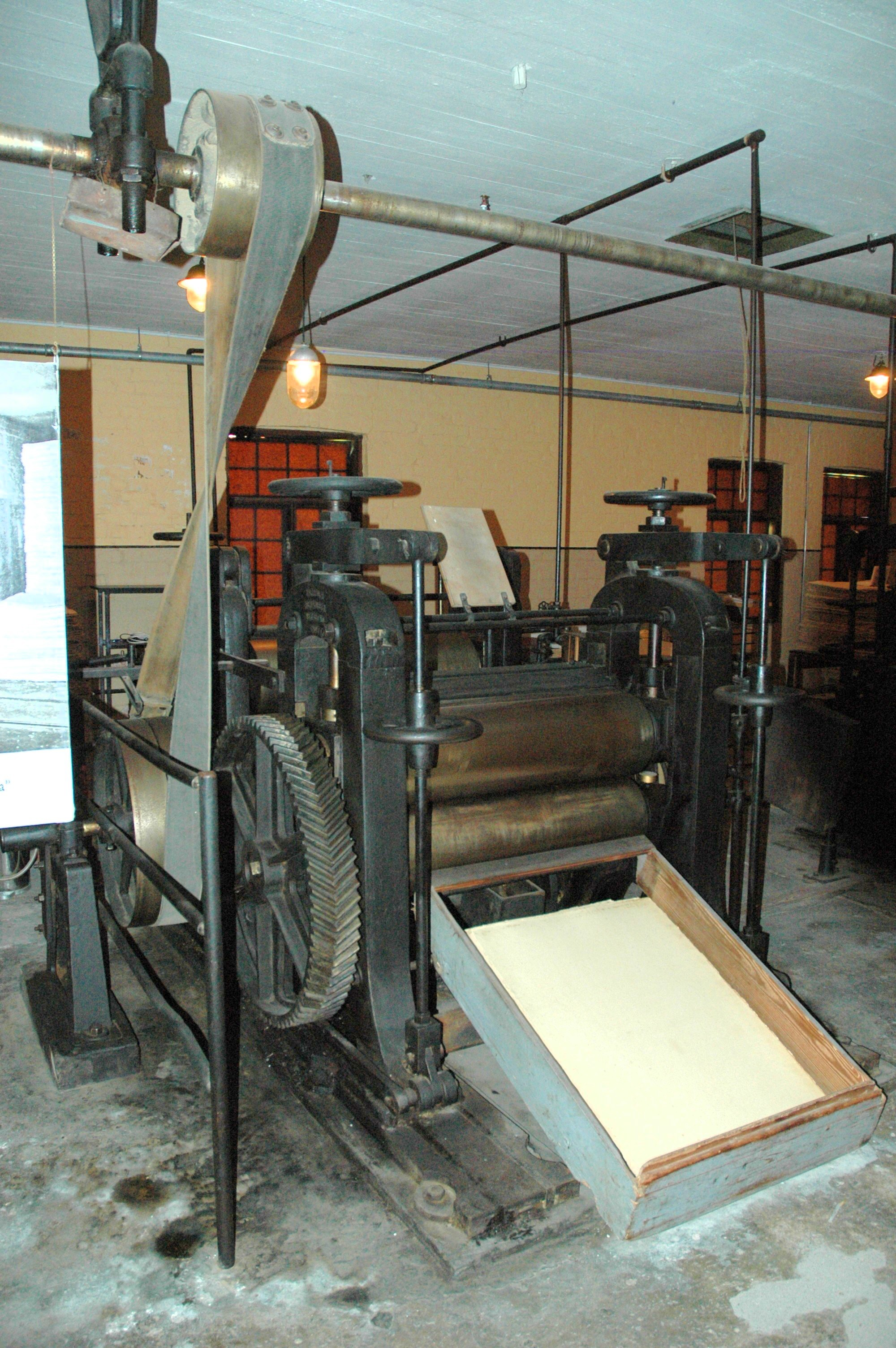
مصقلة قديمة

المِصقلة أو مكنة صقل الورق سلسلة من بكرات الضغط الصلب المستخدمة لإنهاء أو صقل ورقة من المواد مثل الورق أو المنسوجات أو المطاط أو اللدائن. تُستخدم لفات الصقل أيضًا لتشكيل بعض أنواع الأغشية اللدينة ولتطبيق الطلاءات. تُسخن أو تُبرد بعض لفات التقويم حسب الحاجة.